# Флаг Рораймы
Флаг бразильского штата Рорайма является одним из официальных символов штата Рорайма. Флаг был разработан Мариу Баррету и учреждён 31 декабря 1981 года (по другим данным 14 июня 1996 года).

## Описание
Флаг Рораймы состоит из трёх диагональных полос в направлении слева направо и снизу вверх. Цвета полос: бирюзовый, белый и зелёный. В нижней части флага находится узкая красная полоса. В центре флага, есть золотая звезда которая выходит за пределы центральной полосы.

## Символика

Бывший флаг Федеральной территории Рорайма (до 1986 года).

Жёлтый и зелёный цвета несёт флаг Бразилии, но на флаге Рораймы они имеют свою символику:
- Зелёный цвет символизирует густые леса и саванны;
- Жёлтый цвет означает обильные полезные ископаемые;
- Белый цвет олицетворяет мир и чистый воздух;
- Голубой — цвет неба;
- Тонкая красная полоса символизирует экватор;
- Звезда символизирует сам штат.